# Andreea Ana
Andreea Beatrice Ana (Mangalia, 14 de noviembre de 2000) es una deportista rumana que compite en lucha libre. Ganó seis medallas en el Campeonato Europeo de Lucha entre los años 2019 y 2025.

## Palmarés internacional
| Campeonato Europeo | Campeonato Europeo      | Campeonato Europeo | Campeonato Europeo |
| Año                | Lugar                   | Medalla            | Categoría          |
| ------------------ | ----------------------- | ------------------ | ------------------ |
| 2019               | Bucarest (Rumania)      | Medalla de bronce  | 55 kg              |
| 2021               | Varsovia (Polonia)      | Medalla de bronce  | 55 kg              |
| 2022               | Budapest (Hungría)      | Medalla de oro     | 55 kg              |
| 2023               | Zagreb (Croacia)        | Medalla de oro     | 55 kg              |
| 2024               | Bucarest (Rumania)      | Medalla de oro     | 55 kg              |
| 2025               | Bratislava (Eslovaquia) | Medalla de plata   | 53 kg              |